# Longeville-lès-Saint-Avold
Longeville-lès-Saint-Avold là một xã trong vùng hành chính Lothringen, thuộc tỉnh Moselle, quận Boulay-Moselle, tổng Faulquemont. Tọa độ địa lý của xã là 49° 07' vĩ độ bắc, 06° 38' kinh độ đông. Longeville-lès-Saint-Avold có điểm thấp nhất là 228 mét và điểm cao nhất là 411 mét. Xã có diện tích 24,54 km², dân số vào thời điểm 1999 là 3750 người; mật độ dân số là 152 người/km². Xã nằm khoảng 34 km về phía đông của Metz, thuộc Pháp từ năm 1766.

## Thông tin nhân khẩu
| 1844  | 1962  | 1968  | 1975  | 1982  | 1990  | 1999  |
| ----- | ----- | ----- | ----- | ----- | ----- | ----- |
| 2 151 | 3 096 | 3 170 | 3 372 | 3 664 | 3 690 | 3 750 |